# دورائمون
دورایمون (به ژاپنی: ドラえもん) و (به انگلیسی: Doraemon) یک مجموعه مانگا ژاپنی است که توسط تیم دو نفره فوجیکو فوجیو نوشته و طراحی شده‌است. این مجموعه برای اولین بار توسط انتشارات شوگاکوکان در دسامبر ۱۹۶۹ و در شش مجلهٔ مختلف به تعداد ۴۵ جلد منتشر می‌شد. داستان این مجموعه دربارهٔ گربه‌ای رباتی با نام دورایمون است که به‌وسیلهٔ سفر در زمان در قرن ۲۲ سعی در کمک کردن به پسری نوجوان با نام نوبی نوبیتا را دارد. مانگای دورایمون با فروشی بیش از ۱۰۰ میلیون نسخه در جهان، به عنوان یکی از پرفروش‌ترین مجموعه مانگاهای تاریخ به‌شمار می‌رود.این انیمه توسط فوجیکو اف فوجیو خلق شده است که یک سینمایی کوتاه با موضوع چگونگی ساخت دورایمون ساخته شده با زیرنویس فارسی و همچنین با دنیای انیمه پرمن Perman یکی است
بر اساس این مانگا چندین مجموعه تلویزیونی موفق انیمه نیز ساخته شده‌است. اولین مجموعه به تعداد ۲۶ قسمت از آوریل تا سپتامبر ۱۹۷۳ در شبکهٔ نیپون تلویژن پخش می‌شد. دومین سری توسط استودیو شین-آی انیمیشن از ۲ آوریل ۱۹۷۳ در شبکه تی‌وی آساهی آغاز شده و تا ۲۵ مارس ۲۰۰۵ ادامه داشت. سومین مجموعه نیز در جشن سالگرد این فرنچایز، با صداپیشگان و طراحی جدید از ۱۵ آوریل ۲۰۰۵ آغاز شده که تا به امروز ادامه دارد.از سال ۱۹۸۰ تا اکنون هر سال یک سینمایی جدید تولید می‌شود که تا اکنون بیش از ۴۰ فیلم سینمایی داشته است البته در سال ۲۰۰۵ فیلمی تولید نشد و پس از آن تا اکنون بعضی فیلم ها مثل دورایمون دایناسور نوبیتا ۲۰۰۶ - دورایمون جنگ ستارگان کوچک ۲۰۲۱ - دورایمون تولد ژاپن ۲۰۱۶ و.. بازیابی فیلم های قدیمی است که قبل از سال ۲۰۰۰ تولید شده اند و بعضی ها مانند دورایمون دایناسور های جدید نوبیتا ۲۰۲۰ - دورایمون موزه گجت مخفی ۲۰۱۳ - دورایمون و قهرمانان فضایی ۲۰۱۵ - دورایمون وقایع اکتشافی در ماه ۲۰۱۹ - دورایمون یوتوپیای آسمانی ۲۰۲۳ - دورایمون موسیقی زمین نوبیتا ۲۰۲۴ و...  تولید شده اند که بازیابی نیست همچنین سریال ها هم از سال ۲۰۰۵ تا اکنون بعضی قسمت ها بازیابی بوده است. دورایمون توسط تیم دونفره فوجیکو اف فوجیو خلق شده است و همچنین با باقی انیمه های دیگر که توسط فوجیکو اف فوجیو خلق شده است، یکی است مانند قسمت : *هیولا دورا * با دنیای انیمه پرمن Perman یکی است و این قسمت بیشتر با موضوع او است همچنین در گذشته هم با باقی انیمه های دیگر فوجیکو اف فوجیو تولید شده است.